# Nakadžima E8N
Nakadžima E8N (japonsky: 九五式水上偵察機 Gjúgo-šiki suidžó teisacuki, Průzkumný hydroplán Typ 95, ve spojeneckém kódu Dave) byl jednomotorový dvoumístný dvouplošný průzkumný plovákový letoun, který používalo japonské císařské námořní letectvo před a během druhé světové války. Byl vyvinut pro nasazení z lodí japonského námořnictva, ze kterých startoval pomocí katapultu. Byl vybaven jedním centrálním plovákem a dvěma malými vyvažovacími plováky na konci dolního křídla. Byl vyráběn v letech 1934–1940 a celkem bylo vyrobeno 755 kusů.

## Vývoj
Letoun, určený pro katapulty plavidel císařského námořnictva, vznikl na základě specifikace 8-Ši na lehký dvoumístný taktický průzkumný letoun s dobrými manévrovacími a především nautickými vlastnostmi. Měl být náhradou za průzkumný typ Nakadžima E4N, ze kterého konstruktéři Nakadžimy vycházeli při navrhování prototypu Nakadžima model MS. Nový typ měl upravené křídlo, zvětšenou směrovku a silnější motor. Kostra byla kovová, potažená plátnem. Bylo postaveno sedm prototypů a první vzlet se uskutečnil v březnu 1934. Prototypy byly podrobeny zkouškám, kterých se zúčastnily se svými prototypy i firmy Ajči (s Ajči AB-7) a Kawaniši (s Kawaniši model P). Ze soutěže vyšel vítězně právě model MS, který byl následně přijat do výzbroje jako E8N.
Letoun poháněl hvězdicový motor Nakadžima Kotobuki 2 Kai 1, pohánějící dvoulistou vrtuli. Posádka se skládala z pilota a pozorovatele/radisty/zadního střelce, který mohl letoun bránit jedním 7,7mm kulometem.
Firma Nakajima Hikoki K. K. vyrobila celkem sedm prototypů a 700 kusů obou sériových verzí. Firma Kawanishi Kokuki K. K. vyrobila dalších 48 strojů.
Již v roce 1934 byla vyhlášena soutěž o nástupce typu E8N, kterým se nakonec stal Micubiši F1M.

## Nasazení

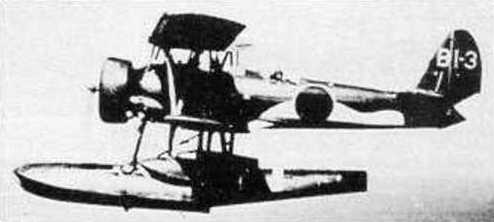
Nakadžima E8N

Námořním průzkumným hydroplánem typu 95 byly postupně vybaveny všechny tehdejší bitevní lodě císařského námořnictva, šestnáct křižníků a pět nosičů hydroplánů. Poprvé byl nasazen během bojů za druhé čínsko–japonské války, kde kromě průzkumných úkolů a řízení palby, prováděl i útoky na pozemní cíle.
Na začátku druhé světové války v Tichomoří byl postupně nahrazován výkonnějšími Micubiši F1M a Aiči E13A, neboť jeho dolet již nedostačoval pro zabezpečení průzkumu. Ale ještě během bitvy u Midway vyslala Haruna svůj E8N2, aby prozkoumal prostor severně od Nagumova svazu letadlových lodí.
Po stažení z prvoliniové služby dosloužil E8N u jednotek v druhé linii.

## Varianty
- E8N1 - první varianta s hvězdicovým motorem Nakadžima Kotobuki 2 Kai 1
- E8N2 - pozdější varianta se silnějším motorem Nakadžima Kotobuki 2 Kai 2

## Specifikace (E8N1)

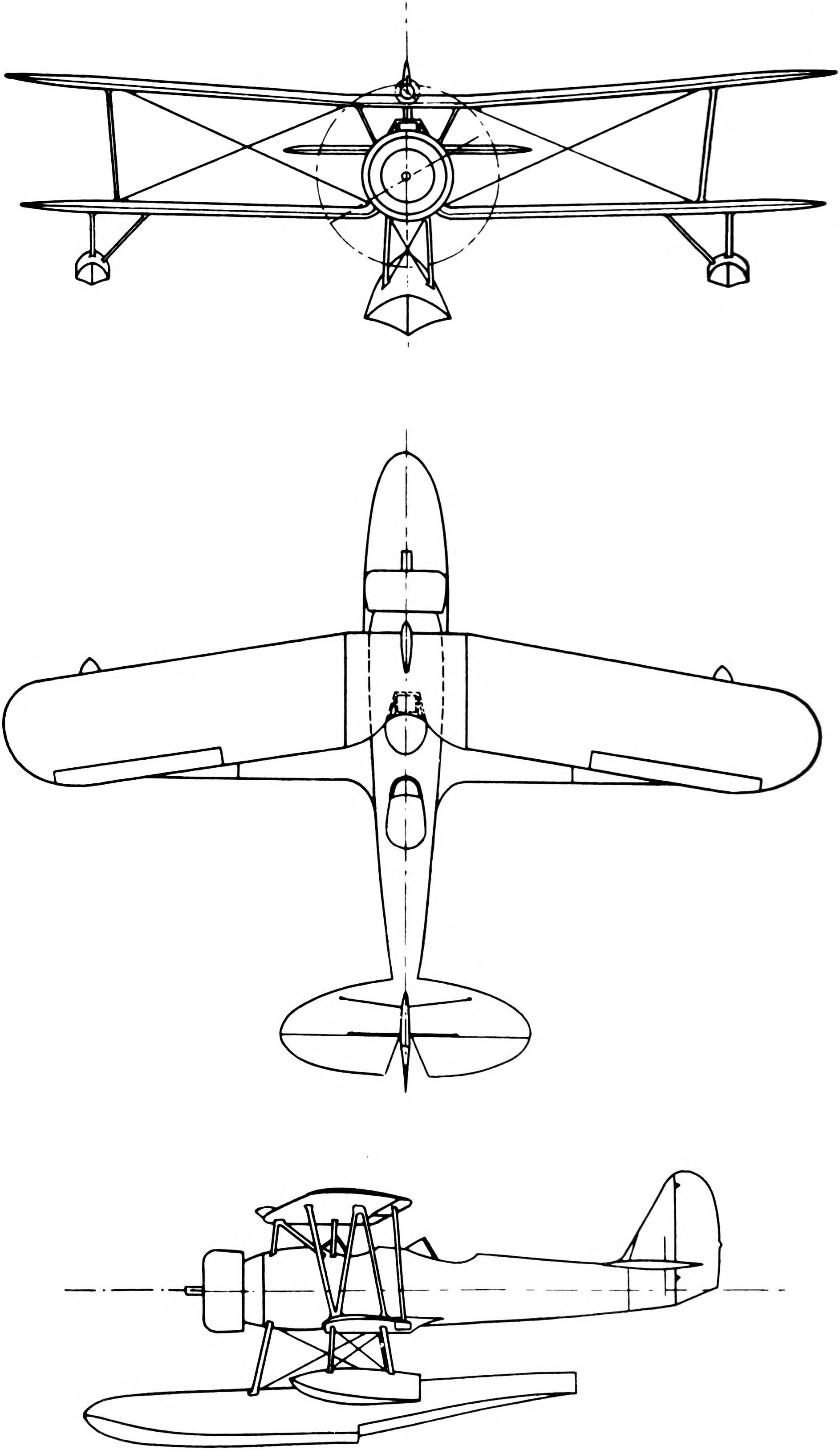
Třípohledový nákres

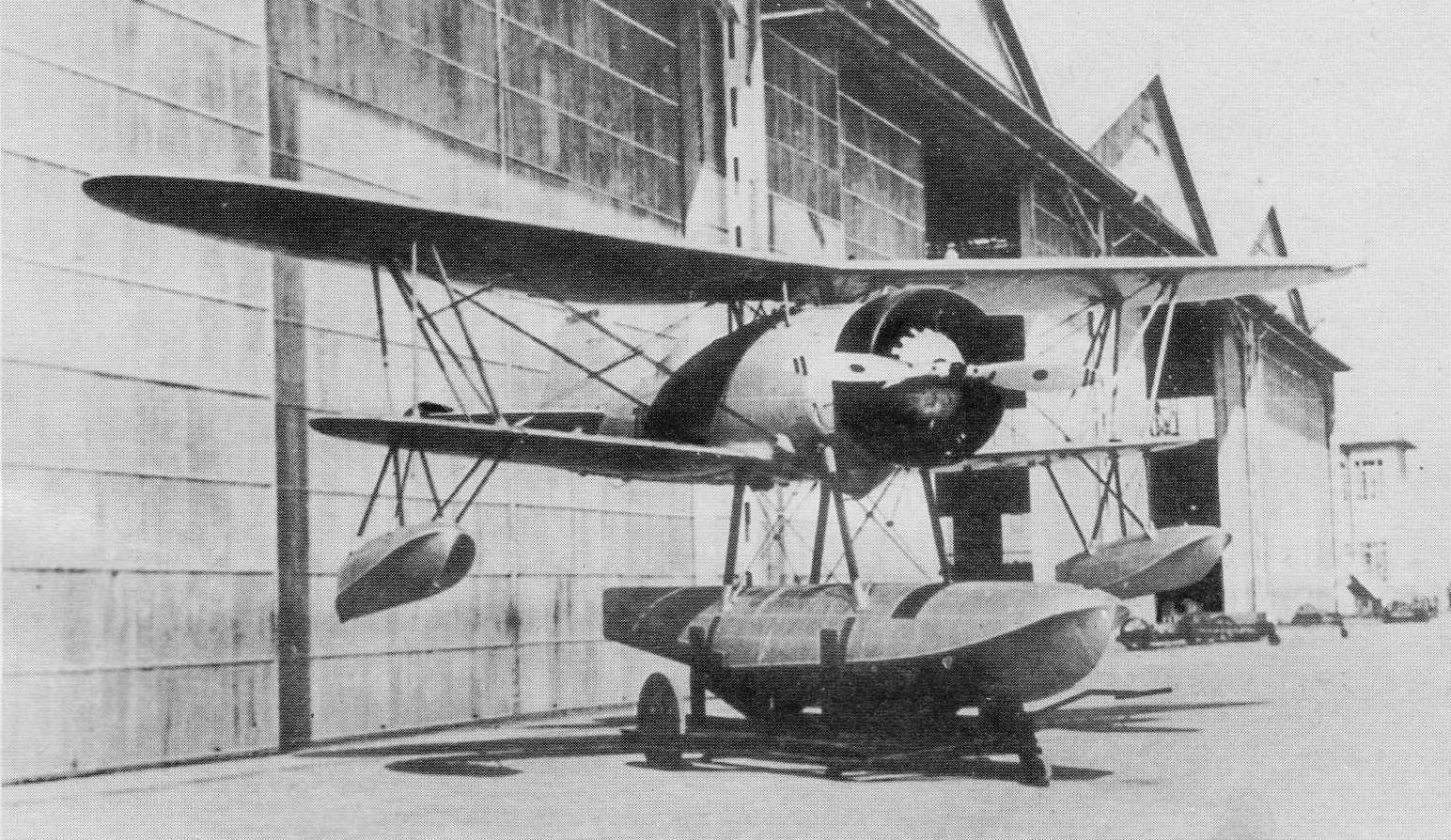
Nakadžima E8N

### Technické údaje
- Osádka: 2
- Délka: 8,81 m[3]
- Rozpětí: 10,98 m[3]
- Výška: 3,84 m[3]
- Nosná plocha: 26,5 m²[3]
- Plošné zatížení: 71,7 kg/m²[3]
- Hmotnost prázdného letounu: 1320 kg[3]
- Vzletová hmotnost: 1900 kg
- Max. vzletová hmotnost: ??? kg
- Pohonná jednotka: 1 × vzduchem chlazený hvězdicový devítiválec Nakadžima Kotobuki 2 Kai 1[3]
  - Výkon motoru při hladině moře: 580 hp (432,5 kW)[3]
  - Výkon motoru ve výšce 3000 metrů: 480 hp (357,9 kW)[3]

### Výkony
- Nejvyšší rychlost: 300 km/h ve výšce 3000 metrů[3]
- Cestovní rychlost: 185,2 km/h[3]
- Dostup: 7270 m[3]
- Výstup do výšky 3000 m: 6 minut, 31 sekund[3]
- Dolet: 898,2 km (485 námořních mil)[3]

### Výzbroj
- 2× 7,7mm kulomet typ 92 (1 pevný, 1 pohyblivý)[3]
- 2× 30kg puma pod křídly[3]